# Concerts de Brandenburg
Els Concerts de Brandenburg són sis concerts compostos per Johann Sebastian Bach el 1721 una obra cabdal de la música instrumental de tots els temps.

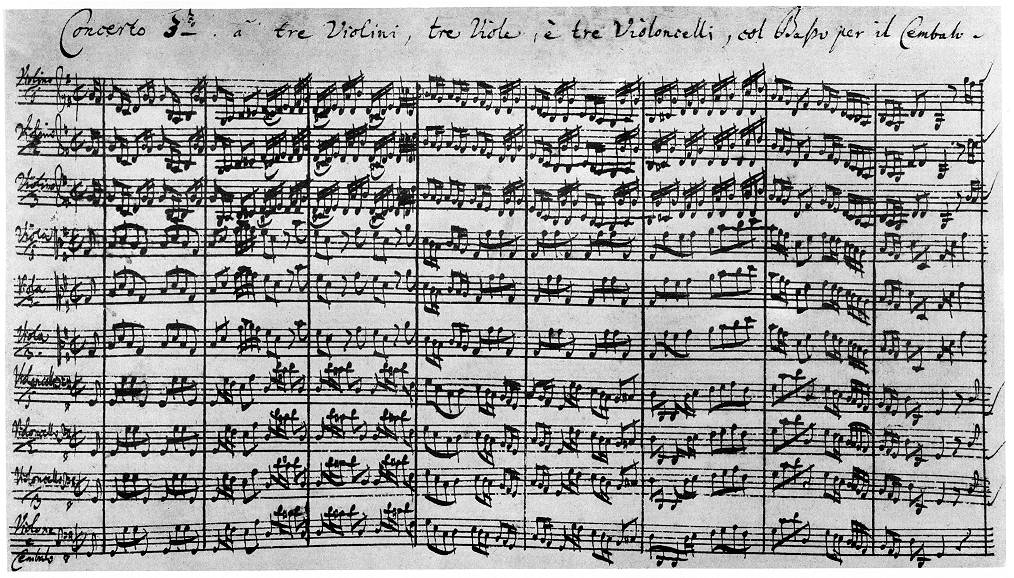
Autògraf del 1r moviment del Concert de Brandenburg núm. 3

## Història i dedicatòria
El 24 de març (o potser de maig, el mes no es llegeix amb claredat) de 1721, Bach envia al marcgravi (Marquès) Ludwig de Brandenburg una carta dedicatòria acompanyada de "Six Concerts avec plusieurs instruments".
Els Concerts de Brandenburg estan dedicats per Bach a Sa Altesa Reial, del seu Humil i obedient servidor. Es desconeix quan va ser que el Margrave va encarregar a Bach aquests concerts. Per la carta que acompanya les partitures es dedueix que, un temps abans (potser al balneari de Karlsbaad), Bach havia actuat davant el Marcgravi i aquest li havia demanat una mostra per escrit d'aquella magnífica música.
Resulta curiós el fet que les partitures, en morir el Marcgravi, estaven intactes, com si mai no haguessin estat utilitzades. A la mort del Marcgravi, van ser valorades en una quantitat ridícula de diners.

## Concerts
Els sis concerts estan concebuts pensant sobretot en la varietat. No n'hi ha dos d'iguals i hi són utilitzades tot tipus de combinacions instrumentals, algunes d'elles altament atrevides.

### Concert núm. 1 en fa major, BWV 1046
- Estructura

1. (Allegro)
2. Adagio
3. Allegro
4. Menuetto-Trio-Polonaise-Menuetto-Trio

- Instrumentació: À 2 Corni di Caccia, 3 Hautbois è Bassono, Violino piccolo concertato, 2 Violini, una Viola e Violoncello, con Basso continuo.

### Concert núm. 2 en fa major, BWV 1047
- Estructura

1. (Allegro)
2. Andante
3. Allegro

- Instrumentació: À 1 Tromba, 1 Fiauto, 1 Hautbois, 1 Violino concertati, è 2 violini, 1 Viola è Violona in Ripieno col Violoncello è Basso per il Cembalo.

### Concert núm. 3 en sol major, BWV 1048
- Estructura

1. (Allegro)
2. Andante
3. Allegro

- Instrumentació: À 3 Violini, 3 Viole è 3 Violoncelli col Basso per il Cembalo.

### Concert núm. 4 en sol major, BWV 1049
- Estructura

1. (Allegro)  (Audició) (?·pàg.)
2. Andante
3. Presto

- Instrumentació: À Violino Principale, 2 Flauti d' Echo, 2 Violini, 1 Viola è Violone in Ripieno, Violoncello e Continuo.

### Concert núm. 5 en re major, BWV 1050
- Estructura

1. (Allegro)
2. Affettuoso
3. Allegro

- Instrumentació: À une Traversiere, une violino principale, une violino è una Viola in Ripieno, Violoncello, Violone è Cembalo Concertato.

### Concert núm. 6 en si bemoll major, BWV 1051
- Estructura

1. (Allegro)
2. Adagio, ma non tanto
3. Allegro

- Instrumentació: À 2 Viole, 2 Viole da Gamba, Violoncello, Violone e Cembalo.